# Novi Afón
Novi Afón (en georgiano: ახალი ათონი, romanizado: Ajali Atoni; en abjasio: Афон Ҿыц, romanizado: Afon Tshyts; en ruso: Но́вый Афо́н, romanizado: Novy Afón; en griego: Νέος Άθως, romanizado: Neos Athos) es un asentamiento urbano que pertenece a la parcialmente reconocida República de Abjasia, parte del distrito de Gudauta, aunque de iure pertenece al municipio de Gudauta de la República Autónoma de Abjasia de Georgia.

## Toponimia
El pueblo fue previamente conocido con los nombres de Níkopol, Ajeisos, Anacopia, Nikopia, Nikofia, Nikopsis, Absara y Psirtsja. 

## Geografía
Novi Afón se encuentra en la costa del mar Negro, a 7 km al este de Gudauta y a 18 km de Sujumi. Limita con Anujva en el norte, Primórskoye en el oeste; y Psirtsja por el este. En los alrededores de Novi Afón se encuentra la montaña de Iveria, donde está la fortaleza de Anacopia y la cueva de Novi Afón.

### Clima
El clima de Novi Afón es subtropical húmedo. Su temperatura media anual es de 16,3 °C con picos de 30-32 °C en verano y 9-11 °C en invierno. En cuanto a la temperatura del agua se calienta hasta 26-28 °C.

## Historia

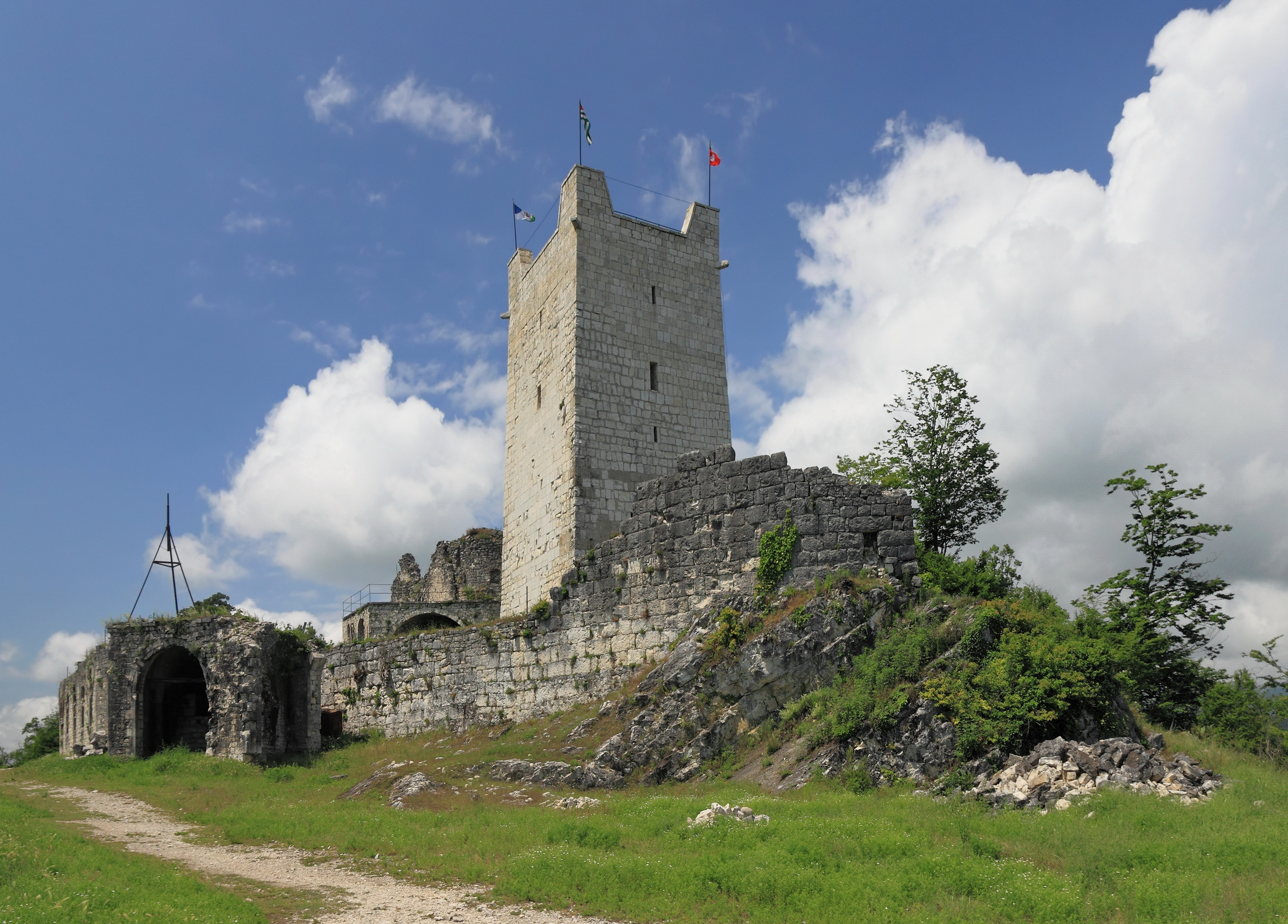
Fortaleza de Anacopia

La antigua ciudad posturaria de Anacopia ya es reconocida en el siglo III. Sus ruinas aún son visibles. En el siglo V, los georgianos construyeron una fortaleza en la cima de la Montaña de Iveria. Anacopia fue la capital del principado abjasio dentro de la órbita del Imperio bizantino y luego del reino de Abjasia después de que el arconte León II de Abjasia se declarase rey a finales del siglo VIII al aprovechar unos disturbios en Bizancio. Posteriormente, la capital se trasladó a Kutaisi.
En 1027, tras la muerte del rey georgiano Jorge I, su segunda esposa, la princesa osetia Alda, se instaló en Anacopia con su hijo Demetrio, medio hermano del rey Bagrat IV de Georgia. En 1032, un grupo feudal opuesto al zar intentó derrocar a Bagrat e instalar a Demetrio en su lugar. Anacopia fue cedida al Imperio bizantino por Demetrio de Anacopia en el año 1033. En 1045, Alda abandonó a Anacopia y huyó a Osetia. En la primavera de 1046, Bagrat IV sitió Anacopia, pero se vio obligado a retirarse. La fortaleza fue tomada solo por su hijo y sucesor Jorge II en el 1072 entre otros territorios de Georgia como resultado de la derrota bizantina en la batalla de Manzikert frente a los seleyúcidas.
Entre los siglos XIII y XVI, la colonia genovesa de Nikopsia existió en el territorio de la actual Novi Afón. La torre genovesa, que formaba parte del complejo de fortificaciones costeras, ha sobrevivido hasta nuestros días. En los siglo XVII y XVIII, una guarnición otomana se encontraba en Anakopia, pero no hay edificios turcos de esa época.
En 1874, los monjes rusos del Monasterio de San Pantaleón del Monte Athos en Grecia llegaron al valle del río Psirtsja. Durante la guerra ruso-turca (1877-1878), se suspendió la construcción del monasterio (reanudados en 1879) y los turcos destruyeron los edificios. La construcción del monasterio se completó en su mayor parte en 1896 ya que la cantidad de trabajo fue colosal, para despejar el sitio fue necesario cortar parte de la montaña y sacar decenas de miles de toneladas de tierra y roca (con un coste para el monasterio madre de alrededor de 1,5 millones de rublos de la época). El zar Alejandro III participó en la construcción como por ejemplo las campanas musicales de la torre más alta, regalados por él. En 1888, el zar Alejandro III visitó el monasterio y, en honor a este acontecimiento, los monjes construyeron una capilla en el lugar de encuentro del rey con el abad del monasterio y acondicionaron el Callejón Real. Desde la década de 1890, Novi Afón se convirtió en el centro religioso más grande de la costa del Cáucaso en el Mar Negro.
En los años 1880-1910, los monjes construyeron un ferrocarril de vía estrecha en el Monte Athos, teleféricos a los picos de las Montaña de Iveria y Athos, una presa en el río Psirtsja. Inundado y cubierto de arbustos espinosos, el valle del río se despejó y se convirtió en un parque con canales, un sistema de estanques en los que se criaban carpas espejo. En las laderas de las montañas, los monjes plantaron huertas donde cultivaron manzanas, mandarinas, aceitunas e incluso plátanos.
En 1924, el gobierno de la Abjasia soviética cerró el Monasterio de Novi Afón por agitación contrarrevolucionaria. Posteriormente, sus edificios fueron utilizados como almacenes, pensión y como cine, sólo abriendo sus puertas nuevamente en 1994. En 1947, se construyó la llamada dacha estatal en Novi Afon donde Iósif Stalin y otros líderes de la URSS descansaron repetidamente. Actualmente, hay un museo y visitas guiadas por la villa. En 1975, se inauguró el metro de Novi Afon (1,3 km de longitud y 3 estaciones) en la cueva del mismo nombre, diseñado para llevar a los turistas a la cueva dentro de la Montaña de Iveria durante la temporada de vacaciones (de mayo a noviembre). 
Durante la guerra en Abjasia (1992-1993), Novi Afón sufrió graves daños por el bombardeo de la artillería georgiana y esto llevó a la formación del batallón Athos del ejército abjasio en la ciudad. Un hospital militar operaba en el territorio del monasterio durante la guerra.
El 30 de septiembre de 2002, se inauguró un monumento-museo conmemorativo dedicado a los que murieron durante la guerra de Abjasia de 1992-1993. En el periodo 2004-2010, se llevaron a cabo trabajos de reparación y restauración a gran escala en el monasterio de la ciudad a expensas de la Iglesia Ortodoxa rusa. En 2008, durante los trabajos de restauración, se restauró la torre de vigilancia de la fortaleza de Anacopia.

## Demografía
La evolución demográfica de Novi Afón entre 1970 y 2011 fue la siguiente:
| 3989                                                | 3012 | 3235 | 1308 | 1518 | 1539 | 1537 | 1540 | 1538 | 1538 |
| (Fuente: Population of Abkhazia since Soviet times) |      |      |      |      |      |      |      |      |      |

La población ha disminuido más de la mitad tras la guerra, principalmente debido al éxodo de rusos y a la limpieza étnica de la minoría de georgianos. Actualmente la mayoría de la población son abjasios, con una minoría de rusos; sin embargo, en el pasado el grupo más importante fueron los rusos.
|              | 1979      | 1979       | 2011      | 2011       |
| Grupo étnico | Población | Porcentaje | Población | Porcentaje |
| ------------ | --------- | ---------- | --------- | ---------- |
| Georgianos   | 230       | 7,6%       | 21        | 1,4%       |
| Abjasios     | 530       | 17,6%      | 904       | 59,6%      |
| Rusos        | 1519      | 50,4%      | 365       | 24%        |
| Ucranianos   | 121       | 4%         | 24        | 1,6%       |
| Armenios     | 492       | 16,3%      | 123       | 8,1%       |
| Griegos      | 46        | 1,5%       | 22        | 1,4%       |
| Total        | 3012      | 100%       | 1518      | 100%       |

## Infraestructura

### Arquitectura y monumentos

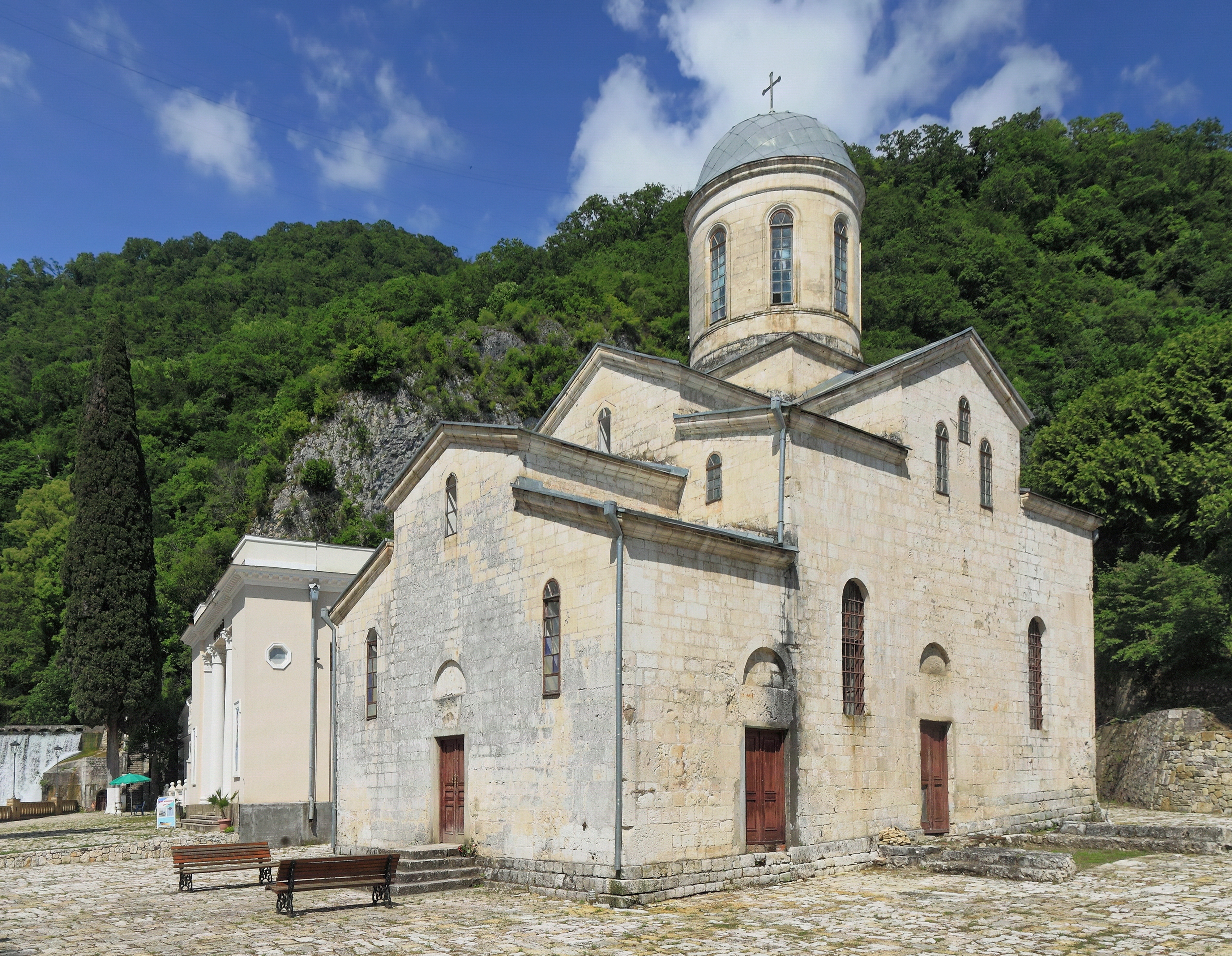
Iglesia de San Simón el Cananeo

La ciudad de Novi Afón es el destino turístico más importante de todo Abjasia.
El punto más visitado de la ciudad es el monasterio de Novi Afon, un templo en estilo neobizantino de finales del siglo XIX, dedicado a Simón el Cananeo. Los monjes rusos llegaron al Cáucaso en 1874 desde el sobrepoblado Monasterio de San Panteleimón en el Monte Athos para buscar un posible lugar de reasentamiento. Uno de los motivos fue que los monjes temieron que el Imperio otomano expulsase a los rusos del Monte Athos después del estallido de la Guerra Ruso-Turca de 1877-1878. Así, seleccionaron Psirtsja, y construyeron en la década de 1880 el monasterio con la ayuda financiera del zar Alejandro III de Rusia. Como se permitió a los monjes rusos permanecer en el "Viejo Athos", la ocupación prevista del "Nuevo" fue menor de la prevista. Otro de los monumentos de importancia religiosa está la iglesia de San Simón el Cananeo un templo que data de los siglos IX y X que se reconstruyó en la década de 1880.
En cuanto a las atracciones turísticas relacionadas con la naturaleza, la cueva de Novi Afon es probablemente la más importante ya que se trata de una de las cuevas más grandes del mundo. Está constituida por 9 cuevas mayores y desde 1975 es accesible con su propio metro. 
Novi Athos tiene una pequeña central hidroeléctrica y un lago artificial en el río Psirtsja, cerca de la antigua iglesia, una de las primeras centrales hidroeléctricas del Imperio ruso. La central fue construida por los monjes del monasterio entre 1892 y 1903 y reparada en 1922. Permaneció rota durante más de cuarenta años antes de ser reparada nuevamente y reabierta el 4 de junio de 2012. Produce un estimado de 100 kWh para el monasterio, que aún lo posee.

## Galería

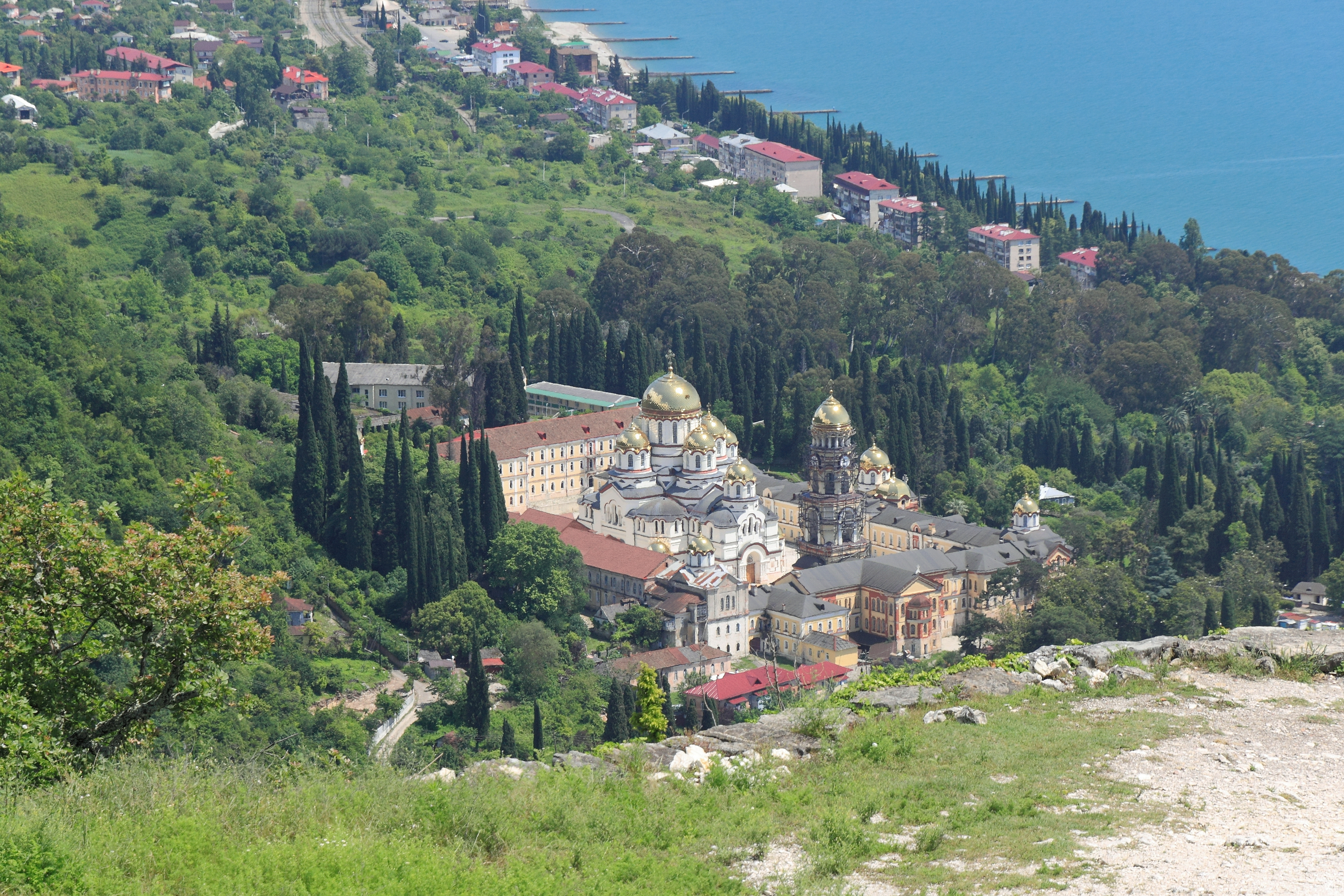
Monasterio de Novi Afon
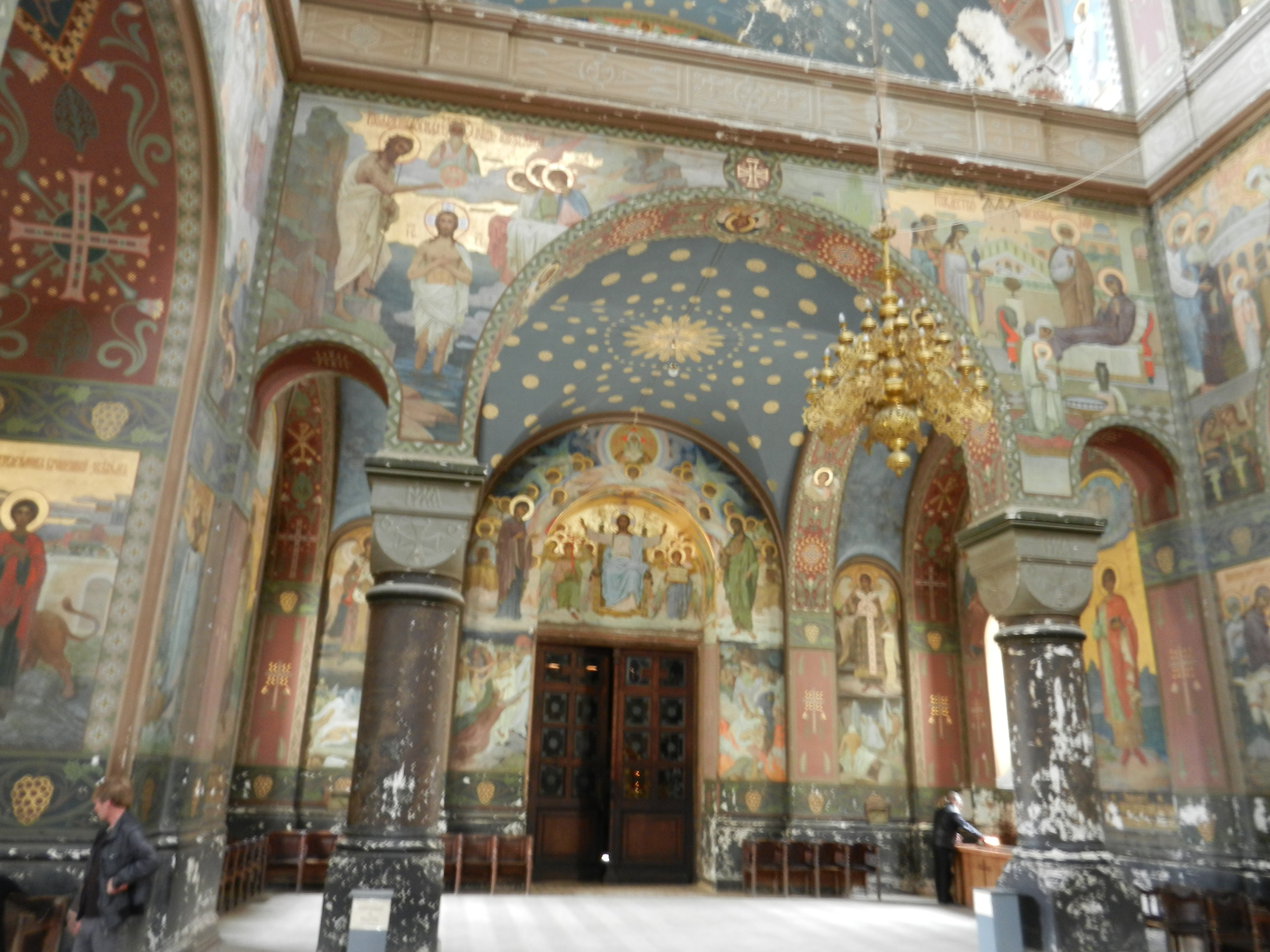
Interior del monasterio de Novi Afon
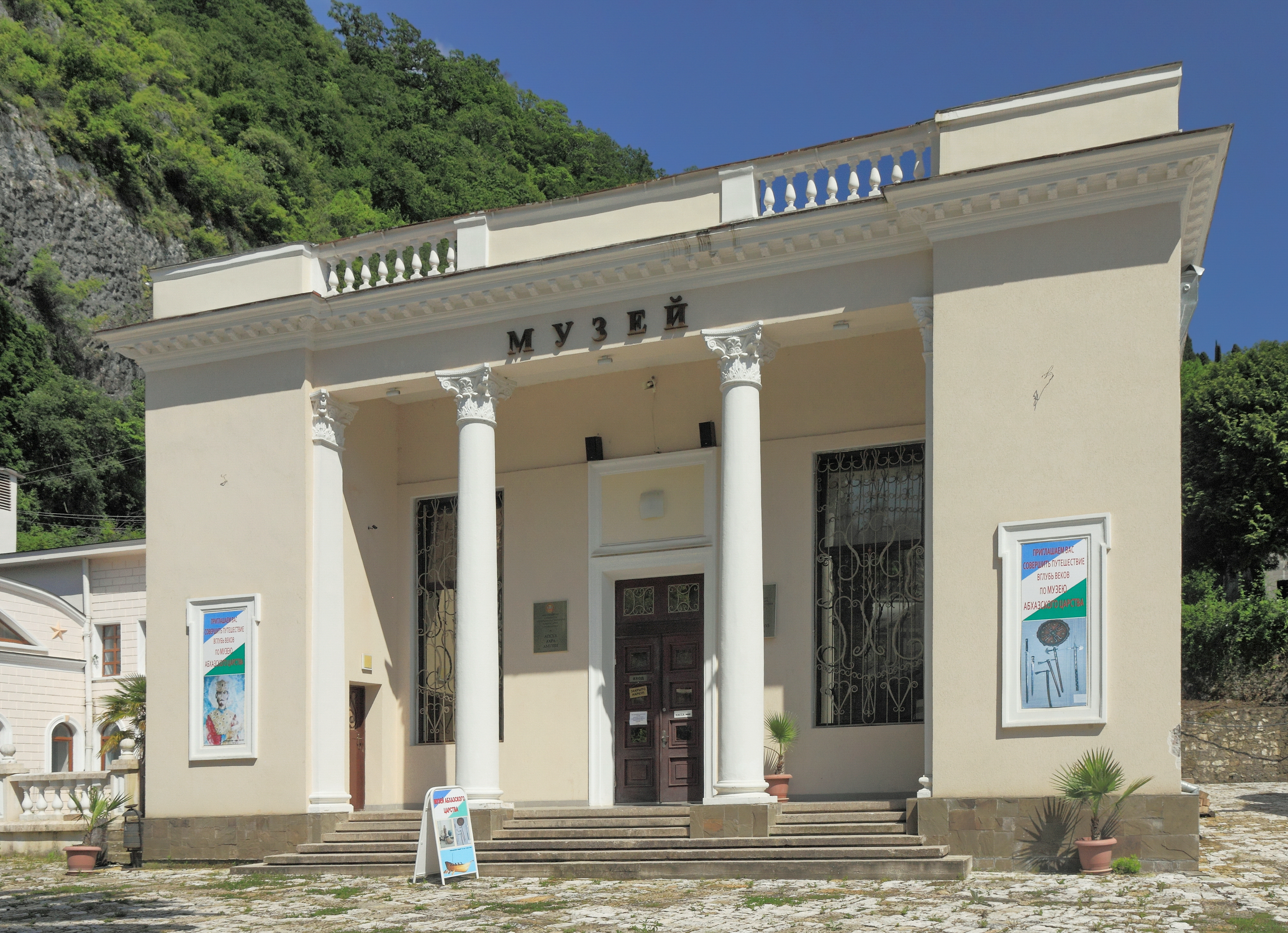
Museo del Reino de Abjasia
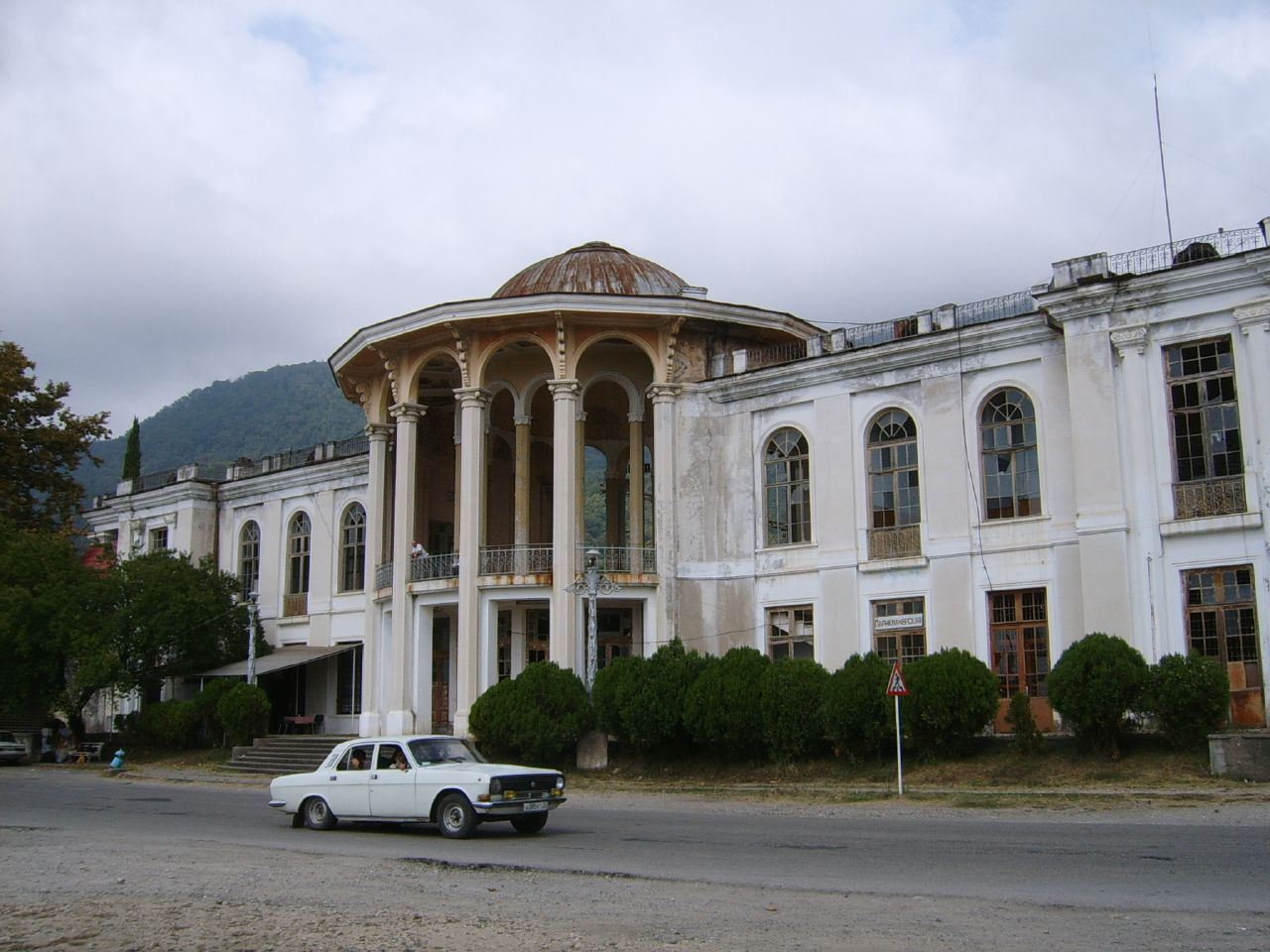
Estación de Novi Afón
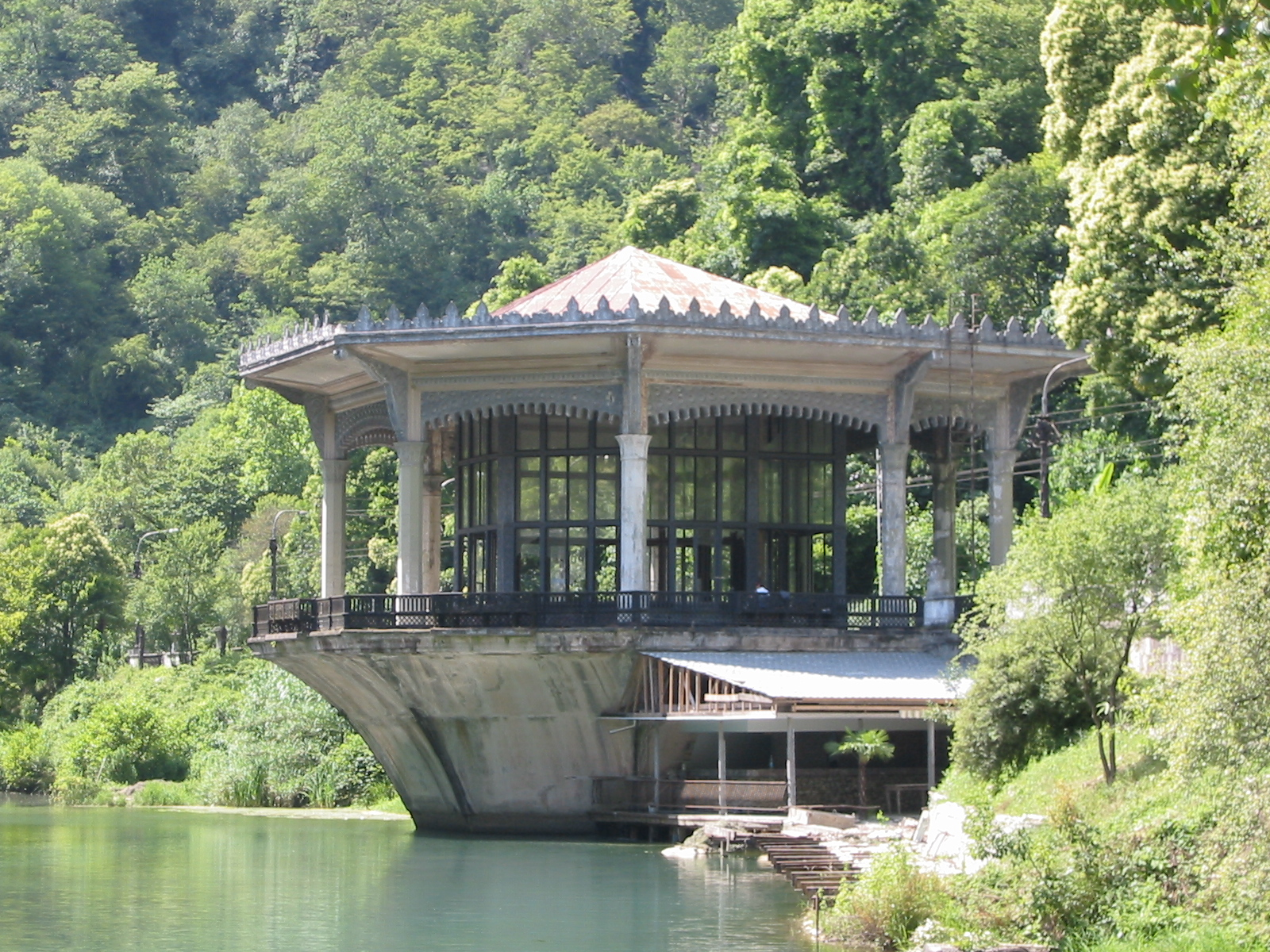
Estación de ferrocarril de Psirtsja
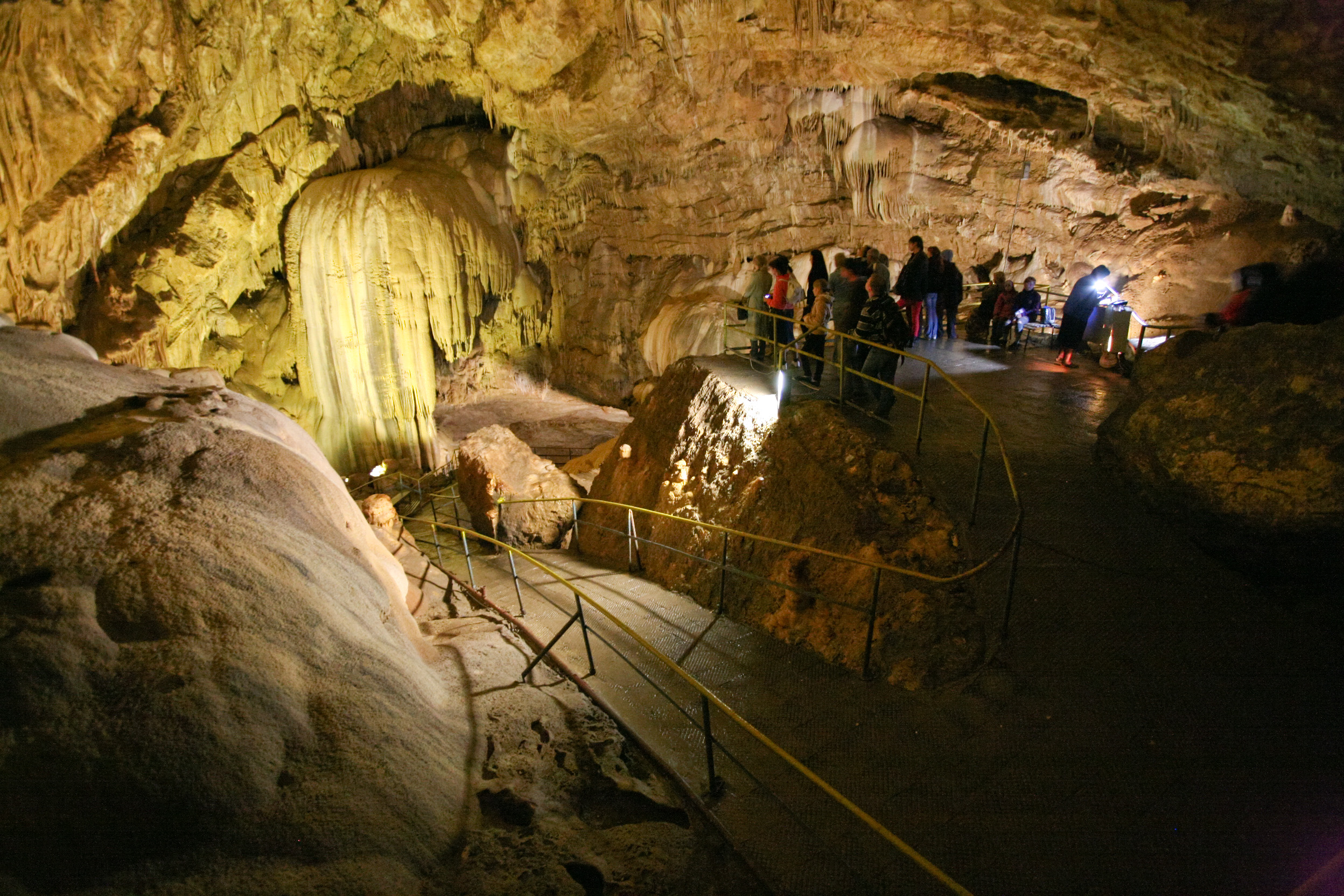
Cueva de Novi Afon
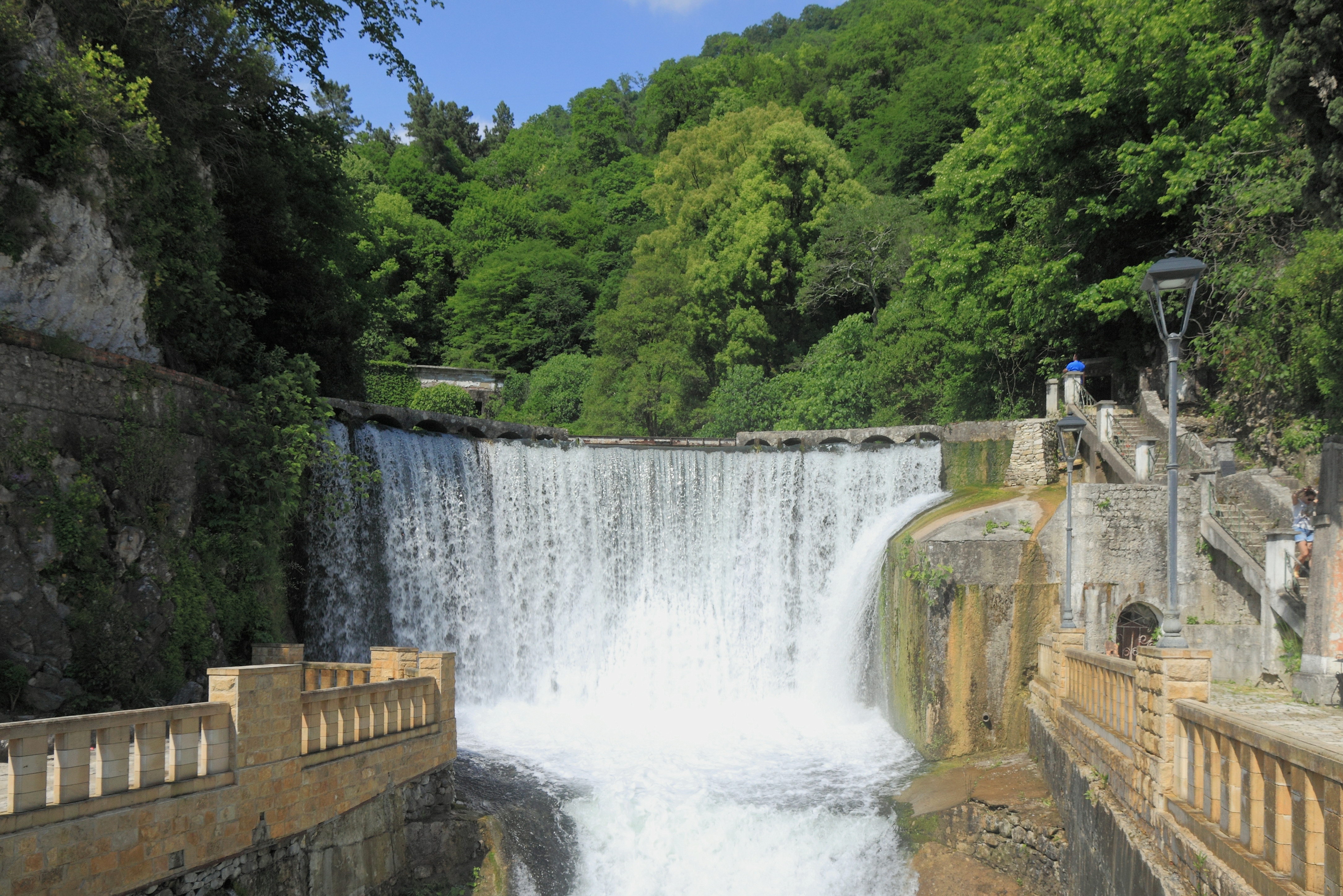
Cascada del río Psirtsja
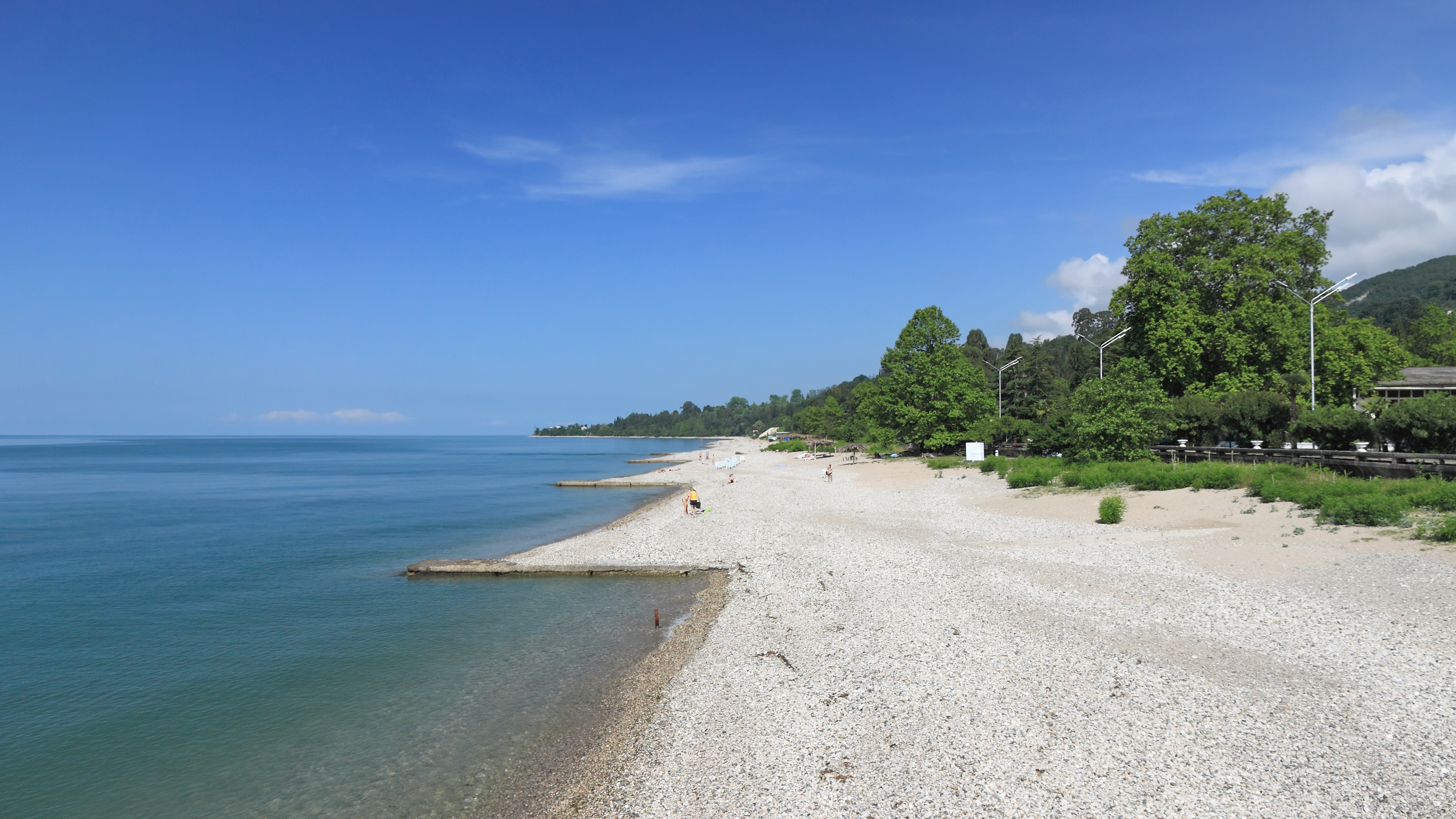
Playa

## Ciudades hermanadas
Novi Afón mantiene un hermanamiento de ciudades con:
- Calasetta, Italia.
- Riazán, Rusia.
- Sarov, Rusia.
- Sérguiev Posad, Rusia.
- Sremski Karlovci, Serbia.